# Кник-Ривер
Кник-Ривер (англ. Knik River) — статистически обособленная местность в боро Матануска-Суситна, штат Аляска, США.

## География
Кник-Ривер расположен в южной части штата вдоль южного берега реки Кник у места её впадения в залив Кука. Площадь местности составляет 241,3 км², из которых 7,2 км² занимают открытые водные пространства. До крупнейшего города Аляски, Анкориджа, около 40 километров по прямой. Поселение обслуживает аэропорт Бутт. Учебных заведений нет, дети ездят учиться в близлежащие Бутт и Палмер. Через западную часть местности проходит крупная автодорога Glenn Highway.

## История
Поселение было образовано в начале 1940-х годов в связи с началом использования реки Кник для лесосплава. В 1960-х годах Кник-Ривер с остальным миром связала гравийная дорога. В 1980—1983 годах в районе Анкориджа орудовал маньяк Роберт Хансен, который за три года убил от 17 до 21 женщин. Несколько трупов были найдены в окрестностях Кник-Ривер.

## Демография
Население
- 2000 — 582
- 2010 — 744
- 2020 — 792

Расовый состав 2010 / 2000
- белые — 88,4 % / 85,7 %
- эскимосы — 3,8 % / 6,7 %
- афроамериканцы — 1,4 % / 0,2 %
- азиаты — 1,2 % / 0,0 %
- прочие расы — 0,5 % / 1,4 %
- смешанные расы — 4,7 % / 5,2 %
- латиноамериканцы (любой расы) — 3,1 % / 2,6 %

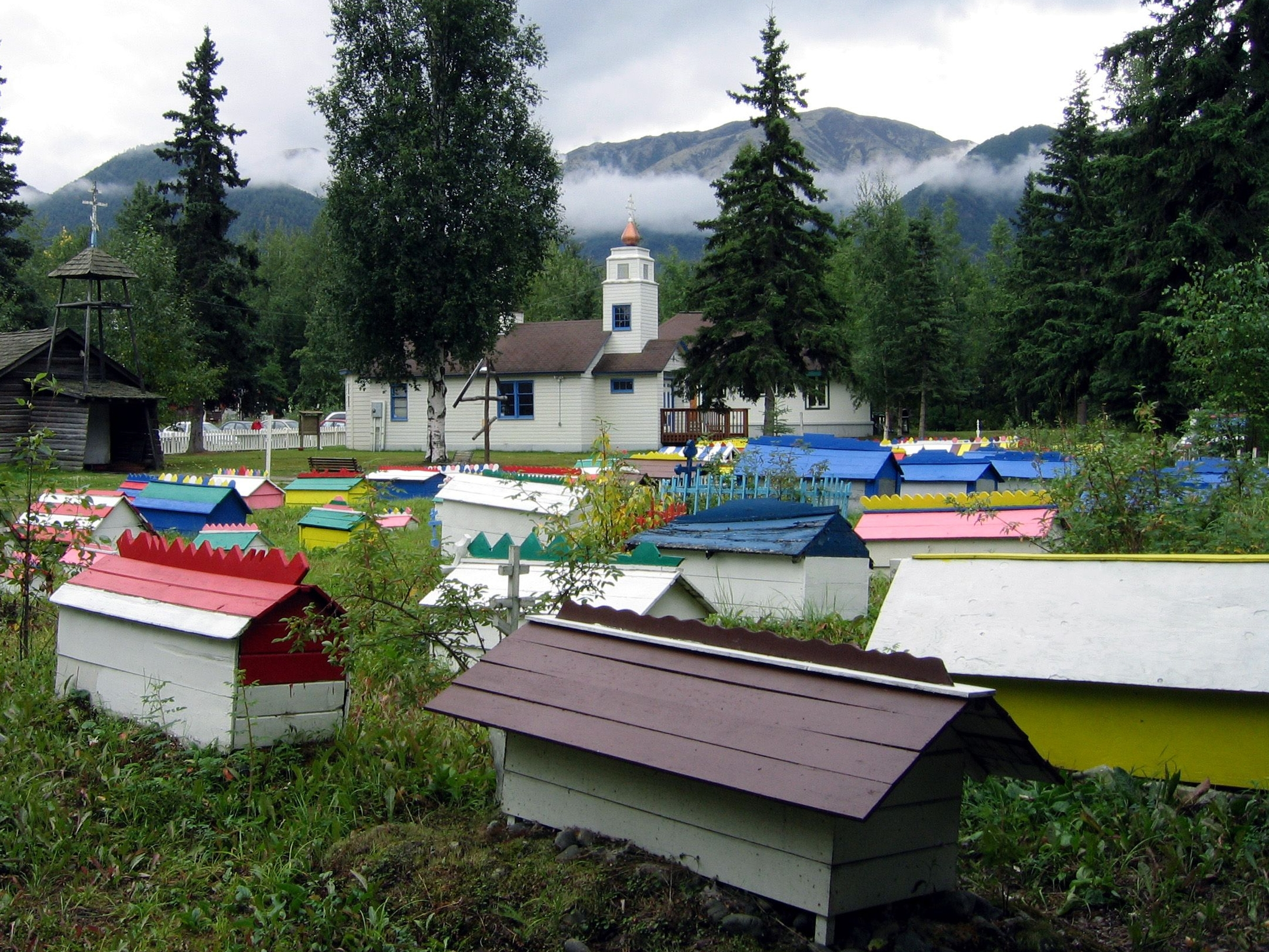
Местное кладбище

Происхождение предков
- немцы — 28,0 %
- ирландцы — 11,2 %
- поляки — 8,9 %
- норвежцы — 8,1 %
- итальянцы — 6,5 %
- коренные народы Аляски[англ.] — 6,2 %